# مسجد زیرک و جامع بیده
مسجد زیرک و جامع بیده مربوط به دوره قاجار است و در میبد، مرکز محله بیده، بلوار قاضی میر حسین واقع شده و این اثر در تاریخ ۲ بهمن ۱۳۸۲ با شمارهٔ ثبت ۱۰۸۸۰ به‌عنوان یکی از آثار ملی ایران به ثبت رسیده است.